# Hymn Nowej Kaledonii
Soyons unis, devenons frères (pol. Bądźmy zjednoczeni, stańmy się braćmi) – hymn Nowej Kaledonii. Został napisany i skomponowany w 2008 roku przez grupę członków chóru Mélodia, pod przewodnictwem Philippe'a Millota. Fragmenty w języku nengone zostały napisane przez Edouarda Gulaana Wamedjo.
Słowa hymnu
I.

O terre sacrée de nos ancêtres,

Lumière éclairant nos vies,

Tu les invites à nous transmettre

Leurs rêves, leurs espoirs, leurs envies.

A l'abri des pins colonnaires,

A l'ombre des flamboyants,

Dans les vallées de tes rivières,

Leur coeur toujours est présent.

Refren (nengone):

Hnoresaluso ke'j onome

Ha deko ikuja ne enetho

Hue netitonelo kebo kaagu

Ri nodedrane

Refren (francuski):

Soyons unis, devenons frères,

Plus de violence ni de guerre.

Marchons confiants et solidaires,

Pour notre pays

II.

Terre de parole et de partage

Tu proposes à l'étranger,

Dans la tribu ou le village,

Un endroit pour se reposer.

Tu veux loger la tolérance,

L'équité et le respect,

Au creux de tes bras immenses,

O Terre de liberté.

Ref:

Hnoresaluso ke'j onome

Ha deko ikuja ne enetho

Hue netitonelo kebo kaagu

Ri nodedrane

Ref:

Soyons unis, devenons frères,

Plus de violence ni de guerre.

Marchons confiants et solidaires,

Pour notre pays

III.

O terre aux multiples visages,

Nord, Sud, Iles loyauté,

Tes trois provinces sont l'image

De ta grande diversité.

Nous tes enfants, tu nous rassembles,

Tempérant nos souvenirs.

D'une seule voix, chantons ensemble :

Terre, tu es notre avenir.

Ref:

Hnoresaluso ke'j onome

Ha deko ikuja ne enetho

Hue netitonelo kebo kaagu

Ri nodedrane

Ref:

Soyons unis, devenons frères,

Plus de violence ni de guerre.

Marchons confiants et solidaires,

Pour notre pays